# 2022年日本賽馬
2022年日本賽馬（日語：2022年の日本競馬），是2022年（令和4年）日本賽馬界發生的重大事件及各項賽事的記錄。

## 重大事件概述

### 中央競馬

#### 2022年福島地震影響
由於3月16日深夜發生2022年福島地震，日本中央競馬會宣佈暫停3月19至21日的福島競馬場及福島縣內場外投注所場外投注業務。
而地震發生後，日本中央競馬會檢查過後發現福島競馬場內的地板及通路出現漏水，牆壁稍微受損，部分設備發生翻側，所幸自動售票機的系統未有太大異常。
而由於福島競馬場需時修復，因而福島競馬場的首輪賽事有4月16日推遲至5月1日開始，並且以「閉門作賽」的形式舉行。

#### 《競馬法》修正案
本年度《競馬法》的修正案被提出，並於11月11日遞交國會審議時獲得參議院全票通過，相關措施將於翌年4月1日生效。
而本次的修正案主要內容包括為確保地方競馬的發展，日本中央競馬會於未來5年需要繼續提供資金上的支援給予地方競馬全國協會、恆常化支援及振興馬產地及強化競馬於國民之間的公信力。

#### 分級賽主要變更
葵錦標獲評為三級賽。

### 地方競馬

#### 地方泥地賽事改革
地方競馬協會及日本中央競馬會於6月20日發表聯合聲明，決定對泥地賽事進行大改革，當中包含以3歲泥地三冠作為中心來整備2歲及3歲馬的賽事。
11月28日，兩會再度發表聲明，確定將於2024年實施新制度的3歲泥地三冠，同時亦會對年長賽事進行改革。
首先在於3歲泥地三冠方面，作為南關東泥地三冠首兩關的羽田盃及東京打吡將會升格為本地一級賽，允許中央所屬賽駒參與，同時直接成為3歲泥地三冠的首兩關。而本來則為本地一級賽的日本泥地打吡則更名為日本泥地經典賽，同時改為10月舉辦並成為三冠的尾關。
至於年長馬匹賽事方面，埼玉盃將會升格為本地一級賽，以作為上半年的泥地短途王者決定戰。而在中距離賽事上，川崎紀念將會改為4月下旬舉行。

## 時間表

### 1月-3月
- 1月2日 - 水澤競馬場因跑道狀態惡化而取消第6場及之後的賽事。
- 1月3日 - 水澤競馬場因跑道狀態惡化而取消賽事。
- 1月4日 - 騎師隸屬金澤競馬場的畑中信司轉籍高知競馬場[1]。
- 1月5日 - 騎師田邊裕信出戰中山競馬場第4場賽事，達成第12000場出賽，亦為第30位達成此數字的騎師。同日，2018年東京優駿（日本打吡）冠軍「華格納」於栗東訓練中心內的診所因多重器官衰竭死亡[2][3]。另外，2017年高松宮紀念冠軍「特色星雲」及三勝分級賽的「輝姬美韻」退役。
- 1月6日 - 川崎競馬場因大雪導致的跑道狀態惡化而取消第8場場及之後的賽事[4]。同日，上年度中京紀念冠軍「Andraste」退役。
- 1月7日 - 美浦競馬中心因降雪及跑道凍結而關閉部分訓練設施。同日，2017年菊花賞冠軍「神業」退役。
- 1月8日 - 兩勝跳欄一級賽的「Love and Pop」退役。
- 1月12日 - 兩勝分級賽的「東瀛天照」退役。
- 1月13日 - 2017年一哩冠軍賽冠軍「波斯劍客」退役。
- 1月14日- 2018年阪神兩歲牝馬錦標冠軍「野田幻想」退役。
- 1月15日 - 騎師古川吉洋出戰小倉競馬場第1場賽事，達成第10000場出賽，亦為第47位達成此數字的騎師。同日，「Keiai Space」勝出中京競馬場第3場賽事，「真心呼喚」子嗣達成第1300場頭馬，亦為第10匹達成此成就的種馬。另外，「唯獨愛你」及「Marche Lorraine」分別被提名日蝕獎最佳草地雌馬及最佳年長泥地雌馬。
- 1月16日 - 岩手縣競馬組合因岩手縣沿岸出現海嘯警報而暫停多間場外投注所的業務。同日，梅花賞原定有5匹賽駒出賽，但其中1匹賽駒於賽前被排除於出賽名單外，因而本次賽事成為2012年8月4日札幌競馬場第5場賽事以來再度出現僅有4匹參戰賽駒的賽事。
- 1月19日 - 2019年櫻花賞亞軍「粉紅巨鑽」退役。
- 1月20日 - 2018年有馬紀念冠軍「防爆裝束」及2019年小倉兩歲錦標冠軍「Meiner Grit」退役。
- 1月21日 - 2017年如月賞冠軍「帆船競賽」退役。
- 1月27日 - 高知競馬場於1月16至26日的賽期中錄得78億199萬5500日圓的投注額，打破2020年的記錄[5]。
- 1月29日 - 騎師秋山真一郎出戰伊賀錦標，達成第13000場出賽，亦為第22位達成此數字的騎師。
- 1月31日 - 園田及姬路兩競馬場的現場評述員竹之上次男由退出所屬事務所並宣佈退休。
- 2月2日 - 四勝一級賽的「唯獨愛你」退役。
- 2月3日 - 兩勝三級賽的「赤映天」及2020年新潟跳欄錦標冠軍「Feuerwerk」退役。
- 2月4日 - 日本中央競馬會因大雪取消中京競馬場及小倉競馬場的夜間早盤投注[6]。
- 2月5日 - 日本中央競馬會因大雪取消中京競馬場夜間早盤投注。同日，場外投注所「opps中鄉」以同樣原因暫停營業。另外，於中京競馬場第5場賽事以第一名衝線的「Hagino Maurice」被賽會指出於直路的外閃妨礙「見風轉向」及「莊嚴詠歌」，因而被貶至第三，為2020年高松宮紀念「超神建築」被貶至第四後在出現此類事件。
- 2月6日 - 中京競馬場因積雪推遲賽事舉行時間。
- 2月8日 - 日本中央競馬會公佈騎師複試結果，共有10名騎師合格，當中包括女性學員今村聖奈及場地障礙選手小牧加矢太。相關牌照將於3月1日生效[7]。
- 2月9日 - 2021年櫻花賞亞軍「里見女尊」退役。
- 2月10日 - 上年度福島牝馬錦標冠軍「民族服裝」及2019年函館紀念冠軍「個人特色」退役。
- 2月11日 - 「唯獨愛你」當選日蝕獎最佳草地雌馬，為首匹獲得此獎項的日本賽駒。
- 2月12日 - 東京競馬場第12場賽事出現爆冷，「獨贏」的549.4倍及「三重彩」的146000.4倍打破東京記錄。
- 2月15日 - 騎師吉村智洋於姬路競馬場勝出6場賽事，刷新兵庫最多記錄。
- 2月16日 - 2020年兵庫冠軍錦標冠軍「星環獵戶」轉籍地方。
- 2月18日 - 名古屋競馬場第1場賽事因廣播器材出現問題，評述員的聲音無法傳到場內，經更換設備後於第2場賽事回復正常。
- 2月19日 - 「Vaisravana」勝出金蹄錦標，「夏威夷王」子嗣達成第2100場頭馬，亦為第3匹達成此成就的種馬[8]。
- 2月20日 - 「法老茶座」勝出二月錦標，成為繼「小林歷奇」後第2匹連霸此賽事的賽駒。
- 2月21日 - 埼玉縣浦和競馬組合因上年度12月一名馬伕燒傷同僚的事件，對相關人士作出處罰，當中1名騎師被停賽7日、1名騎師被警告、1名練馬師被停薪4日、1名副練馬師被停薪2日、1名馬伕被停薪10日、7名馬伕被警告[9]。場外投注所「Upspot網走」因暴風雪停止營業，「Aiba中標津」則提早中止業務。
- 2月25日 - 騎師阪上忠匡將於3月31日掛鞭。
- 2月24日 - 2019年雌馬賽冠軍「Pourville」退役。
- 2月26日 - 沙特盃賽馬日於沙特阿拉伯安都拉茲馬場舉行，出戰新未來城草地盃的「威信英明」取得冠軍、出戰1351草地短途錦標的「前人足跡」、「禮讚歌詠」及「當機立斷」分別取得冠軍、殿軍及第十二、出戰紅海草地讓賽的「愚者眼界」取得冠軍、出戰沙特打吡的「輕而鬆」及「Consigliere」分別取得亞軍及季軍、出戰維雅德泥地短途錦標的「舞林驕子」、「愛連綿」及「活蹦雀躍」分別取得冠軍、季軍及殿軍、出戰沙特盃的「Marche Lorraine」及「宏觀角度」分別取得第六及第八。
- 2月28日 - 7名練馬師古賀史生、高橋祥泰、田中清隆、柄崎孝、藤澤和雄、堀井雅廣及淺見秀一退休。同日，裝修途中的京都競馬場於進行淀宿舍的增建工程時發現淀城城跡的舊家臣住宅，經京都市埋藏文化研究所調查後發現為18世紀中期的建築方式，同時亦發現有鳥羽伏見之戰時的火災痕跡。
- 3月1日 - 日本中央競馬會宣佈任命早前退役的練馬師藤澤和雄為顧問。
- 3月2日 - 上年度日本育馬場盃雌馬經典賽冠軍「Teorema」及兩勝分級賽的「馬國女神」退役。
- 3月3日 - 2018年京都金盃冠軍「烏月」轉籍地方。
- 3月5日 - 騎師角田大河勝出阪神競馬場第1及2場賽事，達成初出即勝外更連續取得2場頭馬。同日，騎師幸英明出戰阪神競馬場第8場賽事，達成第22000場出賽，亦為第2位達成此賽事的騎師，更為最快及最年輕的達成者。同日，帶廣競馬場因大雪取消第8場及之後的賽事。
- 3月6日 - 三勝三級賽的「反身舞步」退役。
- 3月9日 - 上年度育馬者盃雌馬大賽冠軍「Marche Lorraine」退役。
- 3月10日 - 2017年希望錦標冠軍「Time Flyer」轉籍地方。
- 3月11日 - 名古屋競馬場第4場賽事出現爆冷，「三重彩」的97684.3倍賠率打破名古屋記錄。
- 3月12日 - 騎師吉田豐出戰海藍寶石錦標，達成第17000場出賽，亦為第12位達成此數字的騎師。
- 3月15日 - 騎師李慕華宣佈推出自身的服式品牌「CL by C.Lemaire」，主要為商品為運動服飾。
- 3月16日 - 「點火神器」勝出黑船賞，為2018年以來再有地方所屬賽駒勝出此賽事。
- 3月17日 - 2019年春季錦標冠軍「Emeral Fight」退役。
- 3月18日 - 地方競馬全國協會公佈第4輪練馬師及騎師考試結果，共有10名騎師、1名副練馬師及無練馬師合格，合格的副練馬師為騎師拜原靖之。相關牌照將於4月1日生效[10]。
- 3月19日 - 帶廣競馬場因直播系統出現問題而取消第2至5場賽事[11]。
- 3月21日 - 練馬師鈴木孝志勝出中山競馬場第4場賽事，繼前日的阪神競馬場第4場賽事及昨日阪神競馬場第4場賽事後再派出賽駒勝出跳欄賽事，達成連續3日均勝出跳欄賽事的記錄。同日，練馬師出川克己及渡邊薰退休。
- 3月22日 - 騎師北島希望放棄續牌。同日，兩勝三級賽的「Smile Kana」退役。
- 3月23日 - 「Nova Lenda」勝出大尾光紀念，為2009年以來再有地方所屬賽駒勝出此賽事。同日，上年度中山牝馬錦標冠軍「花徑走走」退役。
- 3月25日 - 騎師早田秀治掛鞭、練馬師秋吉和美退休。同日，於高知競馬場服務的誘導馬「Eishin Memphis」將於3月27日退役。另外，兩勝二級賽的「賽黃晶」退役。
- 3月26日 - 騎師平澤健治出戰飛馬跳欄錦標，達成第1000場跳欄賽出賽，亦為第15位達成此數字的騎師[12]。同日，杜拜世界盃賽馬日於阿聯酋美丹馬場舉行，出戰高多芬一哩賽的「猛獅闊步」、「獨奏驚雷」及「適意旅程」分別取得冠軍、殿軍及第十四、出戰杜拜金盃的「愚者眼界」及「金極速」分別取得冠軍及第七、出戰阿聯酋打吡的「冠威」、「令和盛譽」及「輕而鬆」及「燃火」分別取得冠軍、第六、第八及第十一、出戰阿喬斯短途錦標的「禮讚歌詠」及「當機立斷」分別取得第九及第十二、出戰杜拜金莎軒錦標的「熱望」及「愛連綿」分別取得亞軍及殿軍、出戰杜拜草地大賽的「本初之海」、「陳年美酒」及「速度大師」分別取得冠軍、季軍及第八、出戰杜拜司馬經典賽的「大帝」、「威信英明」、「安身立命」、「耀滿瓶」及「星光速」分別取得冠軍、季軍、第五、第八及第九、出戰杜拜世界盃的「中和魔匠」取得季軍。
- 3月30日 - 三勝一級賽的「渾身勇氣」退役。
- 3月31日 - 練馬師栗田和昌退休。

### 4月-6月
- 4月1日- 大井競馬場因前晚暴雨造成的跑道狀態不良而取消賽事。同日，上年度函館兩歲錦標冠軍「Namura Lycoris」退役。
- 4月5日 - 帶廣市政府表示，1名隸屬於谷步馬房的前馬伕曾進行投注違反《競馬法》第29條，因而北海道警帶廣警察署經已向釧路地方檢察廳提交起訴請求，谷則因監督不力而被判罰停薪10日[13]。
- 4月6日 - 2020年小倉紀念冠軍「R Star」退役。
- 4月7日 - 兩勝三級賽的「Seda Brillantes」退役。
- 4月10日 - 騎師福永祐一勝出阪神競馬場第4場賽事，達成第2542場頭馬，為中央騎師中第四高。
- 4月11日 - 日本中央競馬會副主席本川一善及其他6名高層前往文部科學省指定的「星級高中事業」之一的北海道靜內農業高等學校，而日本輕種馬協會及日高輕種馬農業協同組合則為支援「星級高中事業」而由日高育成牧場派出職員到學校作為講師。
- 4月13日 - 五勝三級賽的「Grimm」轉籍地方。
- 4月16日 - 騎師石神深一策騎「長山之馬」勝出中山跳欄大賽，賽駒第6度勝出此賽事打破記錄，同時亦為首匹勝出一級賽的11歲賽駒，騎師石神則達成第1000場障礙賽事出賽，為第17位達成此數字的騎師，亦以第21場跳欄分級賽頭馬追平記錄，而「黃金旅程」子嗣亦連續17年達成分級賽優勝，追平「週日寧靜」的記錄[14]。
- 4月21日 - 2019年每日盃冠軍「Lance of Puraana」轉籍地方，2018年青葉賞冠軍「直指頂峰」退役。
- 4月23日 - 東京競馬場第3場賽結束後，因系統短暫故障而未能於大型屏幕上顯示賽事時間，其後回復正常。同日，愛知縣競馬組合宣佈，3月9日至4月22日的B級賽全數被誤標示為C級賽，經已即時作出跟進及道歉。
- 4月24日 - 騎師津村明秀出戰東京競馬場第7場賽事，達成第10000場出賽，亦為第48位達成此賽事的騎師。
- 4月27日 - 兩勝三級賽的「里見阿瑟」退役。
- 4月28日 - 騎師柴田善臣獲日本政府頒發黄綬褒章。同日，騎師李慕華宣佈將其品牌部分的盈餘捐給致力保障退役馬福祉的組織「TCC Japan」以支援退役馬。
- 4月29日 - 笠松競馬場聯同遊戲開發公司Cygames旗下漫畫作品《賽馬娘 Cinderella Gray》進行合作，將第11場賽事定為灰毛及白毛馬限定戰並命名為「賽馬娘 Cinderella Gray賞」。
- 4月30日 - 四勝分級賽的「Master Fencer」退役。
- 5月1日 - 騎師橫山和生策騎「領銜」勝出春季天皇賞，達成首場一級賽頭馬，亦和父親横山典弘及祖父横山和生成為首組三代制霸春季天皇賞的祖孫。同日，練馬師宮川真衣派出「Veleno」勝出黑潮皋月賞，達成首個地方分級賽頭馬，亦為最快達成此成就的地方女練馬師。
- 5月2日 - 帶廣競馬場「七寶」一注獨中，1859萬4660日圓的派彩打破記錄。
- 5月4日 - 2020年中京紀念冠軍「強硬派」及2019年北海道兩歲優駿冠軍「真理狂想」退役。
- 5月5日 - 「湘南撫子」勝出柏市紀念，成為此賽事獲得分級後首匹勝出的雌馬[15]。
- 5月6日 - 2020年柏市紀念冠軍「Wide Pharaoh」轉籍地方。
- 5月7日 - 「Xenoverse」以3分5.5秒的時間勝出新潟競馬場第1場賽事，打破新潟競馬場障礙2890米跑道記錄。同日，「狂又驁」以2分9.5秒時間勝出京都新聞盃，打破日本草地2200米跑道記錄。
- 5月8日 - 「Prima Vista」以2分9.0秒勝出三方原錦標，打破日本草地2200米跑道記錄。
- 5月10日 - 地方競馬全國協會的直播網站「地方競馬Life」系統出現故障，無法播出以往賽事的影片。
- 5月11日 - 2019年挑戰盃冠軍「我走我路」轉籍地方，2018年一哩冠軍賽冠軍「絕嶺之峽」退役。
- 5月12日 - 羽田盃出現爆冷，「三重彩」的賠率達到30193.5倍[16]。同日，上年度秋華賞冠軍「赤鳥之女」退役。
- 5月14日 - 騎師石神深一策騎「高野咖啡」勝出京都跳欄錦標，達成第22場跳欄分級賽頭馬，打破最多跳欄分級賽頭馬記錄[17]。
- 5月15日 - 「Danon Four Nine」勝出中京競馬場第2場賽事，「大震撼」子嗣達成第2600場頭馬，亦為第2匹達成此數字的種馬，更為最快的達成者。
- 5月18日 - 「鐵嘴飛鷹」勝出川崎一哩錦標，成為首匹勝出此賽事的川崎所屬賽駒[18]。
- 5月17日 - 2020年心宿二錦標冠軍「Westerlund」退役。
- 5月20日 - 上年度阪神牝馬錦標冠軍「添翼」退役。
- 5月21日 - 「Say Eagle」勝出中京競馬場第6場賽事，時隔5年6個月27日再度取得頭馬，此時間間隔打破記錄。同日，騎師池添謙一出戰東京競馬場第7場賽事，達成第14000場出賽，亦為第19位達成此數字的賽駒。
- 5月22日 - 騎師今村聖奈勝出新潟競馬場第3場賽事，達成年間第10場頭馬，打破女騎師初出年年間頭馬記錄。同日，「活快美韻」於優駿牝馬（日本橡樹大賽）開跑前突然將騎師甩落並拋開，於馬體檢查後確認被排除於出賽名單外，導致賽事推遲15分鐘舉行，為1984年引入分級制以來一級賽最長。另外，練馬師小西重征派出「Go for Gold」勝出水澤競馬場第7場賽事，達成第1915場地方頭馬，打破岩手記錄。
- 5月26日 - 騎師山林堂信彥與馬主矢部美穗結婚，根據規定為避免利益衝突，矢部將會喪失馬主的資格，旗下馬匹將全數轉讓予其母矢部文子。
- 5月28日 - 騎師福永祐一出戰中京競馬場第5場賽事，達成第19000場出賽，亦為第8位達成此數字的騎師。
- 5月29日 - 騎師武豐策騎「勝局在望」勝出東京優駿（日本打吡），達成第6場打吡頭馬，刷新由自身保持的記錄，亦以53歲2個月15日打破打吡優勝騎師最年長記錄[19]。
- 5月31日 - 騎師早田功駿掛鞭[20]。
- 6月4日 - 「寰宇旅者」勝出鳴尾紀念，距離其上次出賽時隔495日，此時間間隔打破記錄。同日，上年度三月錦標冠軍「Rapier Wit」退役。
- 6月5日 - 騎師兒島真二掛鞭。
- 6月6日 - 蜜月賞中，第十一人氣的賽駒取得冠軍，「獨贏」賠率達332.5倍[21]。
- 6月7日 - 藤澤和雄入選殿堂練馬師。同日，美國育馬者盃委員會進行改選，Sunday Racing Co. Ltd.負責人吉田俊介當選委員，為首位被選出的日本人。
- 6月8日 - 東京打吡出現爆冷，「三重彩」的賠率達5646.7倍[22]。
- 6月12日 - 於法國進行遠征的騎師大野拓彌勝出埃德爾河畔諾爾馬場第1場賽事，達成個人首場法國頭馬。
- 6月16日 - 笠松競馬場內的大型屏幕故障無法播放賽事片段，岐阜縣競馬組合宣佈因部件工人問題，大型屏幕須於7月19日方可重新運作。
- 6月17日 - 四勝分級賽的「活蹦雀躍」退役。
- 6月19日 - 騎師今村聖奈勝出阪神競馬場第6及7場賽事，連續7星期取得頭馬，打破女騎師的記錄。
- 6月23日 - 騎師柴田未崎將於6月30日掛鞭，將成為訓練助手。
- 6月25日 - 騎師小坂忠士策騎「T O Socrates」出戰東京跳欄錦標，達成第1000場次跳欄賽頭馬，亦為第17位達成此數字的騎師。同日，2018年如月賞冠軍「Satono Favor」退役。
- 6月26日 - 騎師橫山和生策騎「領銜」勝出寶塚紀念，賽駒於阪神競馬場取得3場一級賽頭馬追平記錄，騎師橫山則和父親橫山典弘及祖父橫山富雄達成祖孫三代寶塚紀念制霸[23]。
- 6月27日- 特別區競馬組合宣佈於大井競馬場服務的誘導馬「Bonneville Record」將於6月29日所有賽事結束後退役。同日，大井競馬場第4場賽事出現罕有事件，「Shitei Taiketsu」於出閘後鞍上的騎師矢野貴之隨即處於失去平衡的姿態並被前方賽駒拋離達20馬位，然而其於最後200米時不斷追擊並超越所有坐駒取勝，相關賽事片段於社交平台Twitter（今X）超越80萬次觀看，而亞洲賽馬媒體Asian Racing Report亦以「史上最具衝擊的出道戰」為標題進行報導。
- 6月28日 - 榮冠賞中，第十四人氣的「Cordouan」取得冠軍，「獨贏」及「三重彩」的賠率分別達到310.1倍及38932.5倍[24]。
- 6月19日 - 2019年皋月賞亞軍「好快手」退役。

### 7月-9月
- 7月1日 - 2018年長途馬錦標冠軍「頂天立地」轉籍地方。
- 7月3日 - 騎師今村聖奈策騎「竹園飛劍」以1分5.8秒勝出CBC賞，賽駒打破日本草地1200米跑道記錄，騎師今村則達成首個分級賽頭馬，亦為第2位勝出分級賽的女騎師[25]。同日，金澤競馬場第3場賽事出現爆冷，「三重彩」無人押中，投注者可獲得70日圓的返還退款。
- 7月4日- 帶廣競馬場因惡劣天氣取消第3至5場賽事。同日，北海道競馬事務局表示，因門別競馬場內斜路的自動計時裝置出現故障，此前發表的訓練完成時間均為錯誤，而故障原因仍然調查中。另外，騎師宮下瞳勝出名古屋競馬場第1、2、4及5場賽事，達成1日4場頭馬，追平地方女騎師記錄。
- 7月6日 - 騎師矢野貴之被發現騎師休息室內持有通信機器，為確保賽事公平，神奈川縣川崎競馬組合宣佈其於本日的座騎需要易配，事後判處其停賽10個賽馬日[26]。
- 7月11日 - 騎師李慕華及橫山武史將作為世界隊的隊員出戰8月6日於英國雅士谷馬場舉行的識價盃。
- 7月12日 - 精選拍賣會於北海道苫小牧市北方馬匹公園舉行，總成交額為257億6250萬日圓、平均成交額為5763萬日圓、成交率為95.3%，全數均打破記錄。同日，北方牧場宣佈將於10月25日在同一地方舉行售賣繁殖雌馬及當歲馬的混合拍賣會[27]。
- 7月13日 - 騎師武豐策騎「Notturno」勝出日本泥地打吡，達成第200場地方分級賽頭馬，亦為首匹達成此成就的中央騎師。
- 7月15日 - 地方競馬全國協會公佈第1輪練馬師及騎師考試結果，無騎師及4位練馬師合格，練馬師合格者中包括騎師寺地誠一及副練馬師入口由美子。相關牌照將於8月1日生效。同日，騎師藤原良一將於7月31日掛鞭。另外，愛知縣警察蟹江警察署任命最高齡現役賽駒「Hikaru Ayanohime」參與預防犯罪演習。
- 7月17日 - 「飛雪駒」勝出函館紀念，成為首匹於草地及泥地分級賽均獲得勝利的白毛馬。同日，「寶彩」勝出福島電視公開賽，「大和主將」子嗣勝出達成第1200場頭馬，亦為第13匹達成此成就的種馬。
- 7月21日 - 練馬師山際孝幸將於7月31日退役。
- 7月24日 - 專門發行佐賀競馬場賽事資訊的馬經《競馬日本一》宣佈停刊。
- 7月27日 - 由日高輕種馬農業協同組合舉辦的2022精選拍賣會於北海道新冠町舉行，總成交額為48億5300萬日圓、平均成交額為1845萬2471日圓、成交率為87.4%，全數均打破記錄。
- 7月28日 - 岩手縣競馬組合業務部部長因接受岩手縣仙台市內1所廣告公司的利益及飲食招待，被岩手縣警而涉嫌受賄逮捕，對此岩手縣競馬組合管理人之一的岩手縣知事達增拓也表示遺憾，同時承諾將徹查事件。
- 7月29日 - 承接休刊的《競馬日本一》之馬經《馬物語》創刊。
- 7月30日 - 「Hokko Mevius」以3分28.4秒勝出新潟跳欄錦標，打破新潟競馬場障礙3250米跑道記錄[28]。
- 8月3日 - 「Superstition」勝出平取町長杯「平取鈴蘭」特別，距離其上次出賽時隔1年10個月[29]。同日，以新西蘭作為據點的日裔騎師柳田泰己出戰劍橋馬場第7場賽事時在最後250米左後的地方墮馬，當場失去意識緊急送院，檢查後確認為頭部及脊椎嚴重受損並需要入住深切治療部。另外，兩勝三級賽的「波爾卡舞」退役。
- 8月5日 - 3匹原定出戰新潟競馬場賽事的賽駒因運輸路程中需要途經的國道8號受到大雨造成的山泥傾瀉影響，被判定無法順利抵達競馬場下而被排除於出賽名單外。同日，兩勝三級賽的「煥發嫣紅」退役。
- 8月6日 - 識價盃於英國雅士谷馬場舉行，代表世界隊出戰的騎師李慕華及橫山武史分別於個人排名中取得第5及第11名，而隊伍則取得第3名。
- 8月7日 - 於日本進行客串的香港騎師何澤堯策騎「Kafuji Octagon」勝出獵豹錦標，達成個人首場日本分級賽頭馬。
- 8月8日 - 傢俱廠商Yogibo與退役馬「賞東瀛」簽定廣告合約，合約費為1000日圓，同時亦會為其所在的凡爾賽牧場提供產品。
- 8月9日 - 於8月3日墮馬受傷的日裔騎師柳田泰己被診斷為無法康復，於家屬同意下拔除所有維持生命的機器，享年28歲。
- 8月10日 - 三勝分級賽的「Suave Aramis」轉籍地方。
- 8月11日 - 「Grand Bridge」勝出育馬者金盃，成為首匹勝出此賽事的雌馬。
- 8月14日 - 盛岡競馬場因跑道狀態惡化而將第9場賽事及若鮎賞改於泥地1600米跑道舉行。
- 8月20日 - 「猛熊」以1分44.3秒時間及4秒大差差距勝出小倉競馬場第6場賽事，打破日本2歲泥地1700米跑道記錄，亦打破中央平地賽事最大頭馬距離記錄。同日，四勝分級賽的「高野咖啡」退役。
- 8月21日 - 「Jolie Dame」勝出四葉草賞，為2020年7月以來首匹勝出中央賽事的地方競馬所屬馬[30]。同日，「Aladdin Barows」勝出薩摩錦標，「真心呼喚」子嗣達成第1380場頭馬，為種馬中第九高。另外，第十六人氣的「旅程愉快」勝出北九州紀念，「獨贏」的賠率達164.3倍[31]。此外，由地方競馬全國協會營運的地方競馬情報網站於日本時間下午5時6分左右出現故障，未能更新賠率及賽事結果，其後於晚上10時30分左右回復正常。再者，上年度愛知盃冠軍「魔法城堡」退役。
- 8月25日 - 2019年葉森盃冠軍「Leyenda」退役。
- 8月27日 - 騎師石神深一策騎「Asakusa Genki」勝出小倉夏季跳欄賽，達成於所有競馬場均贏得跳欄分級賽的成就，更成為首位勝出所有跳欄分級賽的騎師[32]。
- 8月28日 - 「北羽翎」以連鬥姿態勝出新潟兩歲錦標，成為第2匹以連鬥姿態勝出分級賽的雌馬[33]。同日，熊本縣荒尾市政府因應舊荒尾競馬場即將被拆除，特別於本日開放給予公眾參觀。
- 8月31日 - 2017年挑戰盃冠軍「千古傳誦」退役。
- 9月1日 - 兩勝分級賽的「獨尊將軍」退役。
- 9月3日 - 「Dura」勝出札幌兩歲錦標，為2020年「純淨之輝」以來再一匹勝出此賽事的雌馬。同日，騎師今村聖奈出戰本日所有於小倉競馬場舉行的賽事，為首位達成此情況的女騎師。
- 9月4日 - 日本時間上午9時左右，1輛運馬車行駛至東北自動車道岩手縣花卷市段時左前輪突然出現火花，運馬車隨即停於路肩，車上原定於本日出戰盛岡競馬場賽事的3匹賽駒被其他車輛運走，並被排除於出賽名單外。
- 9月5日 - 特別區競馬組合表示，騎師御神本訓史於昨日在私人地方內做出破壞他人財產的行為，並且未有按照規定時間進入競馬場內的騎師休息室，對此特別區競馬組合對其作出警告，且以「出現破壞行為證明其精神處於不安定狀態」為理由判罰其停賽4日[34]。同日，佐賀縣競馬組合因超強颱風軒嵐諾接近而暫停旗下場外投注所的業務[35]。
- 9月8日 - 騎師大木天翔勝出大井競馬場第2場賽事，取得時隔2年1個月10日的頭馬。
- 9月9日 - 日本中央競馬會宣佈因應英國女皇伊利沙伯二世的逝世，將於明日及後日舉行賽事的中山競馬場及中京競馬場，以及訓練中心等相關設施下半旗致哀，主席後藤正幸亦發表追悼言辭。
- 9月13日 - 騎師宮浦正行掛鞭。同日，
- 9月15日 - 「Super Bantam」勝出西日本打吡，為首匹勝出是賽事的金澤所屬賽駒[36]。
- 9月16日 - 結束法國學師旅程的騎師横山和生因回國時遭遇機場職員罷工而無法準時抵達日本，9月18日的所有座騎需要易配。
- 9月17日 - 佐賀競馬場因超強颱風南瑪都接近而推遲9月18及19日的賽事至9月20及21日舉行，佐賀縣競馬組合以同樣原因取消旗下場外投注所的業務。
- 9月18日 - 日本中央競馬會因超強颱風南瑪都接近取消多間場外投注所的業務，並取消中京競馬場的晚間早盤投注。同日，高知競馬場以同樣原因取消第5場及之後的賽事，亦將9月19日的賽事推遲至9月20日舉行。
- 9月20日 - 盛岡競馬場因跑道狀態惡化而將第4場及若駒賞改於泥地1600米跑道舉行。
- 9月23日 - 2019年京都金盃冠軍「Pax Americana」退役。
- 9月24日 - 騎師杜滿萊及山田敬士因熱帶風暴塔拉斯造成的大雨導致列車延誤未能準時到達中山競馬場及中京競馬場，部分座騎需要易配。
- 9月25日 - 「Misogi Homare」勝出銀河賞，為2004年後再有雌馬勝出此賽事[37]。
- 9月26日 - 千葉縣競馬組合表示，原定出戰友善馬鞍特別的「Foschia」之負磅於出馬表上被標示為57公斤，實際為54公斤，發現後經已修正。
- 9月27日 - 「Hikaru Ayanohime」出戰爬上去吧！鯱賞，以18歲5個月17日之齡打破出戰馬最年長記錄。
- 9月29日 - 日本中央競馬會宣佈，本年度不會為競馬學校的6名學生舉行公眾模擬賽，而是於官方YouTube帳號上直播賽事。
- 9月30日 - 騎師蘇銘倫出戰拜倫錦標時因突然向身處其外側的騎師黎應揚起踭造成對方墮馬，賽後被判處由10月14日開始停賽60日，因而其原定於10月生效的日本客串牌照亦自動作廢。

### 10月-12月
- 10月2日 - 「險峰懸壁」勝出短途馬錦標，和母系「信念」達成母子制霸，亦為此賽事首對母子制霸。
- 10月7日 - 兩勝利三級賽的「越來越愛」退役。
- 10月8日 - 「Red Hill Shoes」勝出阪神競馬場第5場賽事，「真心呼喚」子嗣達成第1400場頭馬，亦為第9匹達成此成就的種馬[38]。
- 10月9日 - 「Epluchage」出戰東京競馬場第4場賽事，以618公斤打破中央出賽馬最重記錄。同日，「野田小子」於每日王冠入閘後突然暴走並撞開閘門，經檢查後被排除於比賽名單外，賽後被禁賽30日並需要接受出閘測驗。另外，「戰舞者」以1分44.1秒時間勝出同一場賽事，打破東京競馬場草地1800米跑道記錄。
- 10月12日 - 日本練馬師會為發掘更多符合條件的馬房員工，宣佈將於36輛運馬車上貼上附帶二維碼的招聘廣告。
- 10月13日 - 四勝一級賽的「中和魔匠」退役。
- 10月14日 - 日本輕種馬協會宣佈於引入外國種馬「巴洛妙筆」。 同日，連霸一哩冠軍南部盃的「Arctos」退役。
- 10月15日 - 北方馬匹公園宣佈將於10月17日至23日舉行北方馬匹公園慈善拍賣會2022，相關收益將會全數捐贈予致力支援退役馬福祉的組織「Old Friends Japan」。
- 10月16日 - 騎師和田龍二出戰阪神競馬場第6場賽事，達成第20000場出賽，亦為第7位達成此數字的騎師[39]。同日，騎師今村聖奈、永島真奈美及古川奈穗分別勝出新潟競馬場第3、7及9場賽事，為首次有3位中央女騎師於同日取得頭馬。另外，馬主長山尚義宣佈，九勝跳欄一級賽、由其擁有的「長山之馬」將以中山大障礙為退役戰。此外，騎師北村宏司出戰鷹巢山特別，達成第16000場出賽，亦為第13位達成此數字的騎師。
- 10月22日 - 「多產巨匠」勝出英國未來錦標，「大震撼」全部13個世代子嗣均取得一級初頭馬。
- 10月23日 - 騎師今村聖奈勝出新潟競馬場第2場賽事，達成年間第44場頭馬，打破中央女騎師年間最多頭馬記錄。同日，「一勝再勝」勝出菊花賞，「大震撼」子嗣達成第5場菊花賞頭馬及第24場經典賽頭馬，均打破記錄[40]。
- 10月26日 - 練馬師國枝榮為慶祝自身於7月2日取得第1000場頭馬，於美浦訓練中心內舉行植樹及石碑揭幕儀式[41]。同日，2016年東京優駿（日本打吡）冠軍「豐收節」退役。
- 10月28日 - 2020年新山紀念冠軍「聖域」及三勝分級賽的「愚者眼界」退役。
- 10月29日 - 來日客串的英國騎師馬昆及杜苑欣均出戰東京競馬場第5場賽事，為首次有夫婦騎師於中央賽事中一同出賽。。
- 10月30日 - 「春秋分」勝出秋季天皇賞，出道5戰就贏得古馬一級賽的速度打破記錄。
- 11月2日 - 三勝分級賽的「掛鎖」退役。
- 11月4日 - 2019年京都兩歲錦標冠軍「愛狂想曲」及2020年雌馬賽冠軍「歌頌詩」退役。
- 11月5日 - 騎師柴田善臣勝出福島競馬場第1場賽事，以56歲3個月7日之齡打破中央優勝騎師最年長記錄。同日，騎師畑中信司出戰高知競馬場第4場賽事，達成第10000場地方競馬出賽。
- 11月6日 - 騎師吉田隼人出戰阪神競馬場第2場賽事，達成第13000場出賽，亦為第23位達成此數字的騎師。同日，阪神競馬場第3場賽事中，跑獲頭三的賽駒均為大熱，「三重彩」的2.4倍賠率為歷來最低[42]。
- 11月8日 - 樂天競馬特產活動實施中賞出現爆冷，「三重彩」無人押中，投注者可獲得70日圓的返還退款。
- 11月9日 - 兩勝二級賽的「傲雪王妃」退役。
- 11月10日 - 練馬師堂山芳則派出、騎師五十嵐冬樹策騎「Sun Butte」勝出道營紀念，五十嵐第5次贏得此賽事最平記錄，堂山則第7次贏得此賽事刷新由自身保持的記錄。同日，Estee牧場宣佈引入外國種馬「高地之舞」。
- 11月11日 - 地方競馬全國協會公佈第2輪練馬師及騎師考試結果，共有3名騎師及7名練馬師合格，練馬師合格者中包括騎師松田道明、五十嵐冬樹、左海誠二、酒井忍、戶部尚實及西川敏弘。相關牌照將於12月1日生效。
- 11月12日 - 「鍍金鏡」勝出武藏野錦標，成為首匹勝出此賽事的雌馬[43]。
- 11月13日 - 「瑪蓮必勝」及「北島名花」於女皇伊利沙伯二世盃中跑獲平頭亞軍，為1984年引入分級制以來一級賽中首次出現此情況。
- 11月16日 - Darley Japan牧場宣佈引入外國種馬「Will Take Charge」。
- 11月18日 - 兩勝分級賽的「Another Truth」轉籍地方。
- 11月20日 - 兩勝跳欄一級賽的「Meisho Dassai」退役。
- 11月23日 - 園田競馬場因突然的雷雨而取消第7場賽事。同日，兩勝三級賽的「Zadar」退役、上年度雌馬賽冠軍「英女皇塔」及三勝分級賽的「天域龍馬」退役。
- 11月25日 - 隸屬門別競馬場的騎師山本咲希到轉籍姬路競馬場。
- 11月24日 - 2020年函館紀念冠軍「唯有讚譽」退役。
- 11月26日 - 騎師松山弘平出戰阪神競馬場第8場賽事，達成第11000場出賽，亦為第41位達成此數字的騎師，更為最快及最年輕的達成者。「倍添綠」勝出京都兩歲錦標，成為首匹勝出此賽事的關東馬。
- 11月27日 -  騎師藤岡祐介出戰老人星錦標，達成第11000場出賽，亦為第42位達成此數字的騎師。
- 12月2日 - 2018年NHK一哩賽冠軍「啟愛航海」及兩勝三級賽的「不凡」退役。
- 12月3日 - 騎師大野拓彌出戰中山競馬場第2場賽事，達成第12000場出賽，亦為第31位達成此數字的騎師。騎師菅原明良出戰中山競馬場第5場賽事未有修正座騎外閃的行為，導致6匹其他賽駒受到妨礙，賽後被判罰停賽9日[44]。
- 12月4日 - 騎師江田照男出戰中山競馬場第4場賽事，達成第18000場出賽，亦為第10位達成此數字的騎師。以加拿大為據點的日裔騎師木村和士以152場頭馬成為加拿大冠軍騎師，成功衞冕此成就。
- 12月6日 - 香港賽馬會宣佈原定於12月7日代表日本出戰於香港跑馬地馬場舉行的國際騎師錦標賽的騎師川田將雅因對新型冠狀病毒病呈陽性反應而需要缺陣。
- 12月7日 - 2019年一哩冠軍南部盃冠軍「Sunrise Nova」及四連霸東京大賞典的「Omega Perfume」退役。
- 12月8日 - 日本中央競馬會公佈練馬師複試結果，共有7名練馬師合格，包括騎師福永祐一及前騎師千葉直人。相關牌照將於1月1日生效，但福永則申請押後至3月1日生效。同日，三勝三級賽的「三重協奏」退役。
- 12月10日 - 高知競馬場第8場賽事出現爆冷，「三重彩」的72739.6倍打破高知記錄[45]。
- 12月11日 - 騎師川田將雅策騎「自由島」勝出阪神兩歲牝馬錦標，成為第3位制霸所有2歲馬一級賽的騎師。同日，香港國際賽事於香港沙田馬場舉行，出戰香港瓶的「瑪蓮必勝」及「耀滿瓶」分別取得冠軍及季軍、出戰香港短途錦標的「齊叫好」、「日照飛駿」、「險峰懸壁」及「拉丁城市」分別取得第五、第十、第十二及第十三、出戰香港一哩錦標的「野田赤蠍」及「速度大師」分別取得第六及第九、出戰香港盃的「野田小子」、「地標圖形」、「金積驥」、「麗冠花環」及「本初之海」分別取得亞軍、第六、第七、第九及第十。
- 12月12日 - 日本中央競馬會宣佈祐2023年度開始，JRA賞將新設立最佳一哩馬獎項。
- 12月13日 - 騎師森泰斗於出戰賽事後被賽駒踩中右腳姆指，被緊急送往醫院治理[46]。
- 12月15日 - 三勝分級賽的「行進曲」退役
- 12月17日 - 騎師今村聖奈勝出中京競馬場第5場賽事，達成年間第50場頭馬，亦為第5位於初出年達成此成就的騎師，更為首位達成此成就的女騎師[47]。
- 12月18日 - 水澤競馬場因大雪造成的跑道狀態惡化而取消賽事。同日，騎師福永祐一勝出高砂特別，達成年間第100場頭馬，亦以連續13年達成年間100場或以上頭馬刷新由自身保持的記錄。另外，五勝分級賽的「關鍵一擊」及兩勝分級賽的「天鐵」退役。
- 12月19日 - 水澤競馬場因跑道狀態惡化而取消第8場及之後的賽事。同日，場外投注所「offt新潟」因大雪暫停營業。另外，騎師山崎良將於12月31日掛鞭。此外，本屆短途馬錦標冠軍「險峰懸壁」退役。
- 12月20日 - 金澤競馬場因大雪造成的跑道狀態惡化而推遲賽事至12月23日舉行。同日，水澤競馬場以同樣原因取消第11場賽事。另外，兩勝一級賽的「耀滿瓶」退役。
- 12月21日 - 騎師植野貴也將於12月31日掛鞭，將成為栗東訓練中心練馬師中竹和也馬房的訓練助手。同日，2019年朝日盃未來錦標冠軍「戰舞者」、上年度大阪盃冠軍「麗冠花環」及上年度府中牝馬錦標冠軍「影子歌姬」退役。
- 12月23日 - 帶廣競馬場因大雪取消賽事。同日，金澤競馬場以同樣原因而隨時賽事，亦將12月24日的賽事推遲至12月25日舉行。
- 12月24日 - 騎師川田將雅勝出阪神競馬場第2場賽事，達成第1824場頭馬，為騎師第十高。同日，騎師五十嵐雄祐策騎「Nishino Daisy」勝出中山大障礙，達成第151場跳欄賽頭馬，為騎師中第八高。
- 12月25日 - 騎師石橋脩出戰中山競馬場第4場賽事，達成第12000場出賽，亦為第32位達成此數字的騎師[48]。同日，蒸散競馬場第7場賽事出現爆冷，「位置」的122.9倍賠率打破中山記錄，「位置Q」的86487.6倍賠率打破日本記錄。另外，「春秋分」勝出有馬紀念，出道6戰就贏得此賽事的速度打破記錄。此外，金澤競馬場因大雪取消賽事。
- 12月30日 - 特別駒競馬組合表示，騎師鷹見陸於大井競馬場內的休息室時違反規定，判處其停賽10日。

## 各賽事結果

### 中央・平地一級賽
| 賽事名                         | 賽事名                         | 賽事名                         | 優勝馬   | 性齡 | 騎師                  | 練馬師                | 所屬    |
| 月日                           | 馬場                           | 距離                           | 優勝馬   | 性齡 | 馬主                  | 馬主                  | 時間    |
| ------------------------------ | ------------------------------ | ------------------------------ | -------- | ---- | --------------------- | --------------------- | ------- |
| 第39回二月錦標                 | 第39回二月錦標                 | 第39回二月錦標                 | 法老茶座 | 雄5  | 福永祐一              | 堀宣行                | JRA美浦 |
| 2月20日                        | 東京競馬場                     | 泥1600米                       | 法老茶座 | 雄5  | 西川光一              | 西川光一              | 1:33.8  |
| 第52回高松宮紀念               | 第52回高松宮紀念               | 第52回高松宮紀念               | 日照飛駿 | 雄6  | 丸田恭介              | 宗像義忠              | JRA美浦 |
| 3月27日                        | 中京競馬場                     | 草1200米                       | 日照飛駿 | 雄6  | 村木克成              | 村木克成              | 1:08.3  |
| 第66回大阪盃                   | 第66回大阪盃                   | 第66回大阪盃                   | 菜圃向榮 | 雄5  | 吉田隼人              | 友道康夫              | JRA栗東 |
| 4月3日                         | 阪神競馬場                     | 草2000米                       | 菜圃向榮 | 雄5  | 金子真人控股          | 金子真人控股          | 1:58.4  |
| 第82回櫻花賞                   | 第82回櫻花賞                   | 第82回櫻花賞                   | 星映天下 | 雌3  | 川田將雅              | 高柳瑞樹              | JRA美浦 |
| 4月10日                        | 阪神競馬場                     | 草1600米                       | 星映天下 | 雌3  | Shadai Racing Co Ltd  | Shadai Racing Co Ltd  | 1:32.9  |
| 第82回皋月賞                   | 第82回皋月賞                   | 第82回皋月賞                   | 地標圖形 | 雄3  | 福永祐一              | 木村哲也              | JRA美浦 |
| 4月17日                        | 中山競馬場                     | 草2000米                       | 地標圖形 | 雄3  | Sunday Racing Co Ltd  | Sunday Racing Co Ltd  | 1:59.7  |
| 第165回春季天皇賞              | 第165回春季天皇賞              | 第165回春季天皇賞              | 領銜     | 雄4  | 横山和生              | 栗田徹                | JRA美浦 |
| 5月1日                         | 阪神競馬場                     | 草3200米                       | 領銜     | 雄4  | 山田弘                | 山田弘                | 3:16.2  |
| 第27回NHK一哩賽                | 第27回NHK一哩賽                | 第27回NHK一哩賽                | 野田赤蠍 | 雄3  | 川田將雅              | 安田隆行              | JRA栗東 |
| 5月8日                         | 東京競馬場                     | 草1600米                       | 野田赤蠍 | 雄3  | Danox Co Ltd          | Danox Co Ltd          | 1:32.3  |
| 第17回維多利亞一哩賽           | 第17回維多利亞一哩賽           | 第17回維多利亞一哩賽           | 純淨之輝 | 雌4  | 吉田隼人              | 須貝尚介              | JRA栗東 |
| 5月15日                        | 東京競馬場                     | 草1600米                       | 純淨之輝 | 雌4  | 金子真人控股          | 金子真人控股          | 1:32.2  |
| 第83回優駿牝馬（日本橡樹大賽） | 第83回優駿牝馬（日本橡樹大賽） | 第83回優駿牝馬（日本橡樹大賽） | 星映天下 | 雌3  | 李慕華                | 高柳瑞樹              | JRA美浦 |
| 5月22日                        | 東京競馬場                     | 草2400米                       | 星映天下 | 雌3  | Shadai Racing Co Ltd  | Shadai Racing Co Ltd  | 2:23.9  |
| 第89回東京優駿（日本打吡）     | 第89回東京優駿（日本打吡）     | 第89回東京優駿（日本打吡）     | 勝局在望 | 雄3  | 武豐                  | 友道康夫              | JRA栗東 |
| 5月29日                        | 東京競馬場                     | 草2400米                       | 勝局在望 | 雄3  | Kieffers Co Ltd       | Kieffers Co Ltd       | 2:21.9  |
| 第72回安田紀念                 | 第72回安田紀念                 | 第72回安田紀念                 | 前人足跡 | 雌4  | 池添謙一              | 林徹                  | JRA美浦 |
| 6月5日                         | 東京競馬場                     | 草1600米                       | 前人足跡 | 雌4  | Sunday Racing Co Ltd  | Sunday Racing Co Ltd  | 1:32.3  |
| 第63回寶塚紀念                 | 第63回寶塚紀念                 | 第63回寶塚紀念                 | 領銜     | 雄4  | 横山和生              | 栗田徹                | JRA美浦 |
| 6月26日                        | 阪神競馬場                     | 草2200米                       | 領銜     | 雄4  | 山田弘                | 山田弘                | 2:09.7  |
| 第56回短途馬錦標               | 第56回短途馬錦標               | 第56回短途馬錦標               | 險峰懸壁 | 雄7  | 荻野極                | 池江泰壽              | JRA栗東 |
| 10月2日                        | 中山競馬場                     | 草1200米                       | 險峰懸壁 | 雄7  | 前田幸治              | 前田幸治              | 1:07.8  |
| 第27回秋華賞                   | 第27回秋華賞                   | 第27回秋華賞                   | 艷玫華彩 | 雌3  | 坂井瑠星              | 高野友和              | JRA栗東 |
| 10月16日                       | 阪神競馬場                     | 草2000米                       | 艷玫華彩 | 雌3  | Sunday Racing Co Ltd  | Sunday Racing Co Ltd  | 1:58.6  |
| 第83回菊花賞                   | 第83回菊花賞                   | 第83回菊花賞                   | 一勝再勝 | 雄3  | 田邊裕信              | 田村康仁              | JRA美浦 |
| 10月23日                       | 阪神競馬場                     | 草3000米                       | 一勝再勝 | 雄3  | 廣崎利洋控股          | 廣崎利洋控股          | 3:02.4  |
| 第166回秋季天皇賞              | 第166回秋季天皇賞              | 第166回秋季天皇賞              | 春秋分   | 雄3  | 李慕華                | 木村哲也              | JRA美浦 |
| 10月30日                       | 東京競馬場                     | 草2000米                       | 春秋分   | 雄3  | Silk Racing Co Ltd    | Silk Racing Co Ltd    | 1:57.5  |
| 第47回女皇伊利沙伯二世盃       | 第47回女皇伊利沙伯二世盃       | 第47回女皇伊利沙伯二世盃       | 吉典娜   | 雌4  | 杜滿樂                | 齊藤崇史              | JRA栗東 |
| 11月13日                       | 阪神競馬場                     | 草2200米                       | 吉典娜   | 雌4  | Sunday Racing Co Ltd  | Sunday Racing Co Ltd  | 2:13.0  |
| 第39回一哩冠軍賽               | 第39回一哩冠軍賽               | 第39回一哩冠軍賽               | 秀逸小島 | 雄3  | 連達文                | 中內田充正            | JRA栗東 |
| 11月20日                       | 阪神競馬場                     | 草1600米                       | 秀逸小島 | 雄3  | G1 Racing Co Ltd      | G1 Racing Co Ltd      | 1:32.5  |
| 第42回日本盃                   | 第42回日本盃                   | 第42回日本盃                   | 飄揚青帆 | 雄5  | 莫雅                  | 渡邊薰彥              | JRA栗東 |
| 11月27日                       | 東京競馬場                     | 草2400米                       | 飄揚青帆 | 雄5  | Carrot Farm Co Ltd    | Carrot Farm Co Ltd    | 2:23.7  |
| 第23回日本冠軍盃               | 第23回日本冠軍盃               | 第23回日本冠軍盃               | 電閃驚雷 | 雄5  | 石川裕紀人            | 友道康夫              | JRA栗東 |
| 12月4日                        | 中京競馬場                     | 泥1800米                       | 電閃驚雷 | 雄5  | 河合純二              | 河合純二              | 1:51.9  |
| 第74回阪神兩歲牝馬錦標         | 第74回阪神兩歲牝馬錦標         | 第74回阪神兩歲牝馬錦標         | 自由島   | 雌2  | 川田將雅              | 中内田充正            | JRA栗東 |
| 12月11日                       | 阪神競馬場                     | 草1600米                       | 自由島   | 雌2  | Sunday Racing Co Ltd  | Sunday Racing Co Ltd  | 1:33.1  |
| 第74回朝日盃未來錦標           | 第74回朝日盃未來錦標           | 第74回朝日盃未來錦標           | 越發甜   | 雄2  | 坂井瑠星              | 須貝尚介              | JRA栗東 |
| 12月18日                       | 阪神競馬場                     | 草1600米                       | 越發甜   | 雄2  | Three H Racing Co Ltd | Three H Racing Co Ltd | 1:33.9  |
| 第67回有馬紀念                 | 第67回有馬紀念                 | 第67回有馬紀念                 | 春秋分   | 雄3  | 李慕華                | 木村哲也              | JRA美浦 |
| 12月25日                       | 中山競馬場                     | 草2500米                       | 春秋分   | 雄3  | Silk Racing Co Ltd    | Silk Racing Co Ltd    | 2:32.4  |
| 第39回希望錦標                 | 第39回希望錦標                 | 第39回希望錦標                 | 盡得真傳 | 雄2  | 毛振鵬                | 池添學                | JRA栗東 |
| 12月28日                       | 中山競馬場                     | 草2000米                       | 盡得真傳 | 雄2  | Three H Racing Co Ltd | Three H Racing Co Ltd | 2:01.5  |

### 中央競馬・跳欄一級賽
| 賽事名             | 賽事名             | 賽事名             | 優勝馬        | 性齡 | 騎師          | 練馬師        | 所屬    |
| 月日               | 馬場               | 距離               | 優勝馬        | 性齡 | 馬主          | 馬主          | 時間    |
| ------------------ | ------------------ | ------------------ | ------------- | ---- | ------------- | ------------- | ------- |
| 第24回中山跳欄大賽 | 第24回中山跳欄大賽 | 第24回中山跳欄大賽 | 長山之馬      | 雄11 | 石神深一      | 和田正一郎    | JRA美浦 |
| 4月16日            | 中山競馬場         | 障4250米           | 長山之馬      | 雄11 | Chosan Co Ltd | Chosan Co Ltd | 4:52.3  |
| 第145回中山大障礙  | 第145回中山大障礙  | 第145回中山大障礙  | Nishino Daisy | 雄6  | 五十嵐雄祐    | 高木登        | JRA美浦 |
| 12月24日           | 中山競馬場         | 障4100米           | Nishino Daisy | 雄6  | 西山茂行      | 西山茂行      | 4:45.9  |

### 地方競馬・一級賽
| 賽事名                       | 賽事名                       | 賽事名                       | 優勝馬           | 性齡 | 騎師           | 練馬師         | 所屬    |
| 月日                         | 馬場                         | 距離                         | 優勝馬           | 性齡 | 馬主           | 馬主           | 時間    |
| ---------------------------- | ---------------------------- | ---------------------------- | ---------------- | ---- | -------------- | -------------- | ------- |
| 第71回川崎紀念               | 第71回川崎紀念               | 第71回川崎紀念               | 中和魔匠         | 雄7  | 川田將雅       | 大久保龍志     | JRA栗東 |
| 2月2日                       | 川崎競馬場                   | 泥2100米                     | 中和魔匠         | 雄7  | 中西忍         | 中西忍         | 2:14.9  |
| 第34回柏市紀念               | 第34回柏市紀念               | 第34回柏市紀念               | 湘南撫子         | 雌5  | 吉田隼人       | 須貝尚介       | JRA栗東 |
| 5月5日                       | 船橋競馬場                   | 泥1600米                     | 湘南撫子         | 雌5  | 國本哲秀       | 國本哲秀       | 1:38.9  |
| 第45回帝王賞                 | 第45回帝王賞                 | 第45回帝王賞                 | 名將飛燕         | 雄5  | 濱中俊         | 岡田稻男       | JRA栗東 |
| 6月29日                      | 大井競馬場                   | 泥2000米                     | 名將飛燕         | 雄5  | 松本好雄       | 松本好雄       | 2:03.3  |
| 第24回日本泥地打吡           | 第24回日本泥地打吡           | 第24回日本泥地打吡           | Notturno         | 雄3  | 武豐           | 音無秀孝       | JRA栗東 |
| 7月13日                      | 大井競馬場                   | 泥2000米                     | Notturno         | 雄3  | 金子真人控股   | 金子真人控股   | 2:04.6  |
| 第35回一哩冠軍南部盃         | 第35回一哩冠軍南部盃         | 第35回一哩冠軍南部盃         | 法老茶座         | 雄5  | 福永祐一       | 堀宣行         | JRA美浦 |
| 10月10日                     | 盛岡競馬場                   | 泥1800米                     | 法老茶座         | 雄5  | 西川光一       | 西川光一       | 1:34.6  |
| 第12回日本育馬場盃雌馬經典賽 | 第12回日本育馬場盃雌馬經典賽 | 第12回日本育馬場盃雌馬經典賽 | Valle de la Luna | 雌3  | 岩田望來       | 藤原英昭       | JRA栗東 |
| 11月3日                      | 盛岡競馬場                   | 泥1800米                     | Valle de la Luna | 雌3  | La Mer Co Ltd  | La Mer Co Ltd  | 1:50.1  |
| 第22回日本育馬場盃短途賽     | 第22回日本育馬場盃短途賽     | 第22回日本育馬場盃短途賽     | 舞林驕子         | 雄6  | 三浦皇成       | 宮田敬介       | JRA美浦 |
| 11月3日                      | 盛岡競馬場                   | 泥1200米                     | 舞林驕子         | 雄6  | 吉田千津       | 吉田千津       | 1:09.1  |
| 第22回日本育馬場盃經典賽     | 第22回日本育馬場盃經典賽     | 第22回日本育馬場盃經典賽     | 宏觀角度         | 雄5  | 松山弘平       | 高柳大輔       | JRA栗東 |
| 11月3日                      | 盛岡競馬場                   | 泥2000米                     | 宏觀角度         | 雄5  | 小笹公也       | 小笹公也       | 2:02.1  |
| 第73回全日本兩歲優駿         | 第73回全日本兩歲優駿         | 第73回全日本兩歲優駿         | 取勝秘技         | 雄2  | 松若風馬       | 音無秀孝       | JRA栗東 |
| 12月14日                     | 川崎競馬場                   | 泥1600米                     | 取勝秘技         | 雄2  | 淺沼廣幸       | 淺沼廣幸       | 1:43.3  |
| 第68回東京大賞典             | 第68回東京大賞典             | 第68回東京大賞典             | 盈寶奇嶽         | 雄5  | 横山和生       | 高木登         | JRA美浦 |
| 12月29日                     | 大井競馬場                   | 泥2000米                     | 盈寶奇嶽         | 雄5  | 了德寺健二控股 | 了德寺健二控股 | 2:05.0  |

### 輓馬・一級賽
| 賽事名             | 賽事名             | 賽事名             | 優勝馬        | 性齢 | 騎手     | 調教師   | 所屬   |
| 月日               | 馬場               | 距離               | 優勝馬        | 性齢 | 馬主     | 馬主     | 時間   |
| ------------------ | ------------------ | ------------------ | ------------- | ---- | -------- | -------- | ------ |
| 第44回帶廣紀念     | 第44回帶廣紀念     | 第44回帶廣紀念     | Kitano Yujiro | 雄7  | 菊池一樹 | 村上慎一 | 帶廣   |
| 1月2日             | 帶廣競馬場         | 輓200米            | Kitano Yujiro | 雄7  | 佐藤敏律 | 佐藤敏律 | 2:24.0 |
| 第15回天馬賞       | 第15回天馬賞       | 第15回天馬賞       | Kyoei Ryu     | 雄5  | 松田道明 | 村上慎一 | 帶廣   |
| 1月3日             | 帯廣競馬場         | 輓200米            | Kyoei Ryu     | 雄5  | 大野昇   | 大野昇   | 1:19.4 |
| 第32回英雌盃       | 第32回英雌盃       | 第32回英雌盃       | Fortissimo    | 雄5  | 阿部武臣 | 坂本東一 | 帶廣   |
| 1月30日            | 帯廣競馬場         | 輓200米            | Fortissimo    | 雄5  | 山根福司 | 山根福司 | 1:51.4 |
| 第53回Irene紀念    | 第53回Irene紀念    | 第53回Irene紀念    | King Festa    | 雄3  | 鈴木惠介 | 小北榮一 | 帶廣   |
| 3月19日            | 帯廣競馬場         | 輓200米            | King Festa    | 雄3  | 廣部武士 | 廣部武士 | 1:28.1 |
| 第54回輓馬紀念     | 第54回輓馬紀念     | 第54回輓馬紀念     | Mejiro Goriki | 雄8  | 西謙一   | 松井浩文 | 帶廣   |
| 3月20日            | 帶廣競馬場         | 輓200米            | Mejiro Goriki | 雄8  | 廣瀨豪   | 廣瀨豪   | 2:47.2 |
| 第47回輓馬橡樹大賽 | 第47回輓馬橡樹大賽 | 第47回輓馬橡樹大賽 | Dia Katsuhime | 雌3  | 赤塚健仁 | 久田守   | 帶廣   |
| 12月4日            | 帶廣競馬場         | 輓200米            | Dia Katsuhime | 雌3  | 稻谷義雄 | 稻谷義雄 | 1:20.6 |
| 第51回輓馬打吡     | 第51回輓馬打吡     | 第51回輓馬打吡     | King Festa    | 雄3  | 鈴木惠介 | 小北榮一 | 帶廣   |
| 12月29日           | 帶廣競馬場         | 輓200米            | King Festa    | 雄3  | 廣部武士 | 廣部武士 | 1:23.1 |

### 海外勝利
| 賽事名                  | 賽事名                  | 賽事名                  | 賽事名                  | 優勝馬   | 性齡 | 騎師                 | 練馬師               | 所屬    |
| 月日                    | 國家/地區               | 馬場                    | 距離                    | 優勝馬   | 性齡 | 馬主                 | 馬主                 | 時間    |
| ----------------------- | ----------------------- | ----------------------- | ----------------------- | -------- | ---- | -------------------- | -------------------- | ------- |
| 第3屆新未來城草地盃     | 第3屆新未來城草地盃     | 第3屆新未來城草地盃     | 第3屆新未來城草地盃     | 威信英明 | 雄5  | 李慕華               | 木村哲也             | JRA栗東 |
| 2月26日                 | 沙特阿拉伯              | 安都拉茲馬場            | 草2100米                | 威信英明 | 雄5  | Silk Racing Co Ltd   | Silk Racing Co Ltd   | 2:06.72 |
| 第3屆1351草地短途錦標   | 第3屆1351草地短途錦標   | 第3屆1351草地短途錦標   | 第3屆1351草地短途錦標   | 前人足跡 | 雌4  | 李慕華               | 林徹                 | JRA美浦 |
| 2月26日                 | 沙特阿拉伯              | 安都拉茲馬場            | 草1351米                | 前人足跡 | 雌4  | Sunday Racing Co Ltd | Sunday Racing Co Ltd | 1:18.00 |
| 第3屆紅海草地讓賽       | 第3屆紅海草地讓賽       | 第3屆紅海草地讓賽       | 第3屆紅海草地讓賽       | 愚者眼界 | 雄7  | 李慕華               | 矢作芳人             | JRA栗東 |
| 2月26日                 | 沙特阿拉伯              | 安都拉茲馬場            | 草3000米                | 愚者眼界 | 雄7  | Shadai Racing Co Ltd | Shadai Racing Co Ltd | 3:06.08 |
| 第3屆維雅德泥地短途錦標 | 第3屆維雅德泥地短途錦標 | 第3屆維雅德泥地短途錦標 | 第3屆維雅德泥地短途錦標 | 舞林驕子 | 雄6  | 李慕華               | 宮田敬介             | JRA美浦 |
| 2月26日                 | 沙特阿拉伯              | 安都拉茲馬場            | 泥1200米                | 舞林驕子 | 雄6  | 吉田千津             | 吉田千津             | 1:10.26 |
| 第28屆高多芬一哩賽      | 第28屆高多芬一哩賽      | 第28屆高多芬一哩賽      | 第28屆高多芬一哩賽      | 猛獅闊步 | 雄4  | 坂井瑠星             | 矢作芳人             | JRA栗東 |
| 3月26日                 | 阿聯酋                  | 美丹馬場                | 泥1600米                | 猛獅闊步 | 雄4  | Hiroo Race Co Ltd    | Hiroo Race Co Ltd    | 1.36.03 |
| 第13屆杜拜金盃          | 第13屆杜拜金盃          | 第13屆杜拜金盃          | 第13屆杜拜金盃          | 愚者眼界 | 雄7  | 李慕華               | 矢作芳人             | JRA栗東 |
| 3月26日                 | 阿聯酋                  | 美丹馬場                | 草3200米                | 愚者眼界 | 雄7  | Shadai Racing Co Ltd | Shadai Racing Co Ltd | 3:19.64 |
| 第22屆阿聯酋打吡        | 第22屆阿聯酋打吡        | 第22屆阿聯酋打吡        | 第22屆阿聯酋打吡        | 冠威     | 雄3  | 連達文               | 新谷功一             | JRA栗東 |
| 3月26日                 | 阿聯酋                  | 美丹馬場                | 泥1900米                | 冠威     | 雄3  | 吉田照哉             | 吉田照哉             | 1:59.76 |
| 第26屆杜拜草地大賽      | 第26屆杜拜草地大賽      | 第26屆杜拜草地大賽      | 第26屆杜拜草地大賽      | 本初之海 | 雄5  | 吉田豐               | 矢作芳人             | JRA栗東 |
| 3月26日                 | 阿聯酋                  | 美丹馬場                | 草1800米                | 本初之海 | 雄5  | Hiroo Race Co Ltd    | Hiroo Race Co Ltd    | 1:45.77 |
| 第24屆杜拜司馬經典賽    | 第24屆杜拜司馬經典賽    | 第24屆杜拜司馬經典賽    | 第24屆杜拜司馬經典賽    | 大帝     | 雄4  | 杜滿樂               | 藤原英昭             | JRA栗東 |
| 3月26日                 | 阿聯酋                  | 美丹馬場                | 草2410米                | 大帝     | 雄4  | Sunday Racing Co Ltd | Sunday Racing Co Ltd | 2:26.88 |
| 第29屆香港瓶            | 第29屆香港瓶            | 第29屆香港瓶            | 第29屆香港瓶            | 瑪蓮必勝 | 雌5  | 連達文               | 手塚貴久             | JRA美浦 |
| 12月11日                | 香港                    | 沙田馬場                | 草2400米                | 瑪蓮必勝 | 雌5  | Win Co Ltd           | Win Co Ltd           | 2:27.53 |

### 騎師邀請賽
| 賽事名                     | 賽事名                     | 冠軍      | 所屬       |
| 月日                       | 馬場                       | 冠軍      | 所屬       |
| -------------------------- | -------------------------- | --------- | ---------- |
| 第36回全日本新人王爭霸戰   | 第36回全日本新人王爭霸戰   | 泉谷楓真  | JRA栗東    |
| 1月25日                    | 高知競馬場                 | 泉谷楓真  | JRA栗東    |
| 2022地方競馬騎師冠軍賽     | 2022地方競馬騎師冠軍賽     | 岡部誠    | 名古屋     |
| 5月31日                    | 浦和競馬場                 | 岡部誠    | 名古屋     |
| 2022世界星級騎師大賽       | 2022世界星級騎師大賽       | 武豐      | JRA栗東    |
| 8月27及28日                | 札幌競馬場                 | 武豐      | JRA栗東    |
| 2022世界星級騎師大賽隊伍賽 | 2022世界星級騎師大賽隊伍賽 | JRA選拔隊 | JRA        |
| 8月27及28日                | 札幌競馬場                 | JRA選拔隊 | JRA        |
| 第29回黃金騎師盃           | 第29回黃金騎師盃           | 森泰斗    | 南關東船橋 |
| 9月7日                     | 園田競馬場                 | 森泰斗    | 南關東船橋 |
| 2021見習騎師系列賽         | 2021見習騎師系列賽         | 小林凌大  | JRA美浦    |
| 全年舉行                   |                            | 小林凌大  | JRA美浦    |

## 馬匹獎項

### JRA賞
- 馬王：春秋分（雄3、美浦・木村哲也馬房）
- 最佳2歲雄馬：越發甜（雄2、栗東・須貝尚介馬房）
- 最佳2歲雌馬：自由島（雌2、栗東・中內田充正馬房）
- 最佳3歲雄馬：春秋分（雄3、美浦・木村哲也馬房）
- 最佳3歲雌馬：星映天下（雌3、美浦・高柳瑞樹馬房）
- 最佳4歲及以上雄馬：領銜（雄4、美浦・栗田徹馬房）
- 最佳4歲及以上雌馬：吉典娜（雌4、栗東・齊藤崇史馬房）
- 最佳短途馬：秀逸小島（雄3、栗東・中內田充正馬房）
- 最佳泥地馬：法老茶座（雄5、美浦・堀宣行馬房）
- 最佳跳欄馬：長山之馬（雄11、美浦・和田正一郎馬房）

### NAR大獎
- 馬王：點火神器（雄4、園田・新子雅司馬房）
- 最佳2歲雄馬：Hero Call（浦和・小久保智馬房）
- 最佳2歲雌馬：Made It Mum（雌2、船橋・石井勝男）
- 最佳3歲雄馬：S'il Te Plait（雄3、門別・米川昇馬房）
- 最佳3歲雌馬：Speedy Kick（雌3、浦和・藤原智行）
- 最佳4歲及以上雄馬：點火神器（雄4、園田・新子雅司馬房）
- 最佳4歲及以上雌馬：Salsa Dione（雌8、大井・堀千亞樹）
- 最佳短途馬：點火神器（雄4、園田・新子雅司馬房）
- 最佳草地馬：從缺
- 最佳輓馬：Mejiro Goriki（雄8、帶廣・松井浩文馬房）
- 泥地分級賽特別賞：湘南撫子（雌5、栗東・須貝尚介馬房）
- 特別表彰：Omega Perfume（雄7、栗東・安田翔伍馬房）

## 人物獎項

### JRA賞
- 冠軍練馬師：矢作芳人（栗東、64勝）
- 最高勝率練馬師：中內田充正（栗東、19.6%勝率）
- 最高獎金練馬師：矢作芳人（栗東、19億8660萬4400日圓獎金）
- 優秀技術練馬師：木村哲也（美浦）
- 冠軍騎師：川田將雅（栗東・自由身、143勝）
- 關東冠軍騎師：戶崎圭太（美浦・田島俊明馬房、136勝）
- 關西冠軍騎師：川田將雅（栗東・自由身、143勝）
- 最高勝率騎師：川田將雅（栗東・自由身、25.9%勝率）
- 最高獎金騎師：川田將雅（栗東・自由身、35億3984萬3100日圓）
- 騎師大賞：川田將雅（栗東・自由身）
- 最有價值騎師：戶崎圭太（美浦・田島俊明馬房、47點數）
- 冠軍跳欄賽騎師：石神深一（美浦・自由身、15勝）
- 冠軍新人騎師：今村聖奈（栗東・寺島良馬房、51勝）
- 特別賞：柴田善臣（美浦・自由身）

### NAR大獎
- 冠軍練馬師：打越勇兒（高知、206勝）
- 最高獎金練馬師：小久保智（浦和、6億1956萬2500日圓獎金）
- 最高勝率練馬師：保利良平（園田、27.0%勝率）
- 殊勳練馬師獎：從缺
- 冠軍騎師：吉村智洋（園田・飯田良弘馬房、346勝）
- 最高獎金騎師：矢野貴之（大井・自由身、11億1374萬3000日圓獎金）
- 最高勝率騎師：宮川實（高知・打越勇兒馬房、32.5%勝率）
- 優秀新人騎師：塚本征吾（名古屋・櫻井今朝利馬房）
- 優秀女性騎師：宮下瞳（名古屋・竹口勝利馬房）
- 最佳運動精神獎：岡部誠（名古屋・藤崎一人馬房）
- 殊勳騎師獎：從缺
- 特別賞：戶部尚實（名古屋・川西毅馬房）、佐佐木竹見（前騎師）

## 頭馬達成記錄

### 騎師
首勝
- 角田大河（阪神、3月5日）
- 今村聖奈（阪神、3月13日）
- 西塚洸二（中山、4月2日）
- 中山蓮王（佐賀、4月2日）
- 山田義貴（佐賀、4月4日）
- 新原周馬（川崎、4月4日）
- 野畑凌（川崎、4月7日）
- 佐佐木大輔（中山、4月10日）
- 小牧加矢太（福島、4月24日）
- 小林捺花（浦和、4月27日）
- 及川烈（浦和、4月28日）
- 鷲頭虎太（中京、5月7日）
- 鷹見陸（大井、5月9日）
- 大久保友雅（中京、5月15日）
- 室陽一朗（浦和、6月1日）
- 谷内貫太（大井、7月25日）
- 後藤蒼二朗（大井、7月26日）
- 何澤堯（新潟、7月30日）
- 鮑志樂（札幌、8月28日）
- 水沼元輝（大井、9月6日）※僅計算地方頭馬
- 川端海翼（園田、9月8日）※僅計算地方頭馬
- 水沼元輝（中山、9月11日）※僅計算中央頭馬
- 馬昆（東京、10月29日）
- 川端海翼（阪神、11月13日）※僅計算中央頭馬
- 杜苑欣（東京、11月20日）
- 易健寧（中京、12月10日）
- 中村太陽（帶廣、12月11日）
- 今井千尋（帶廣、12月11日）
- 毛振鵬（中京、12月18日）

100勝
- 富田曉（中京、1月8日）
- 金田利貴（帶廣、1月10日）
- 平澤健治（小倉、2月12日）
- 高畑皓一（園田、3月1日）
- 金山昇馬（佐賀、4月10日）
- 篠谷葵（船橋、4月15日）
- 山中悠希（船橋、5月4日）
- 佐佐木世麗（園田、5月13日）
- 菊澤一樹（新潟、5月29日）
- 連達文（東京、6月19日）
- 甲賀弘隆（金澤、6月19日）
- 東原悠善（大井、7月15日）
- 石神深一（小倉、8月13日）
- 東川慎（笠松、8月26日）
- 魚住謙心（金澤、9月4日）
- 塚本征吾（名古屋、9月29日）
- 大山龍太郎（園田、11月4日）
- 關本玲花（盛岡、11月22日）
- 半澤慶實（浦和、12月23日）

200勝
- 山林堂信彥（川崎、1月6日）
- 山本咲希到（姬路、1月14日）
- 坂井瑠星（中京、1月15日）
- 多田羅誠也（高知、3月16日）
- 飛田愛斗（佐賀、3月20日）
- 出水拓人（佐賀、3月20日）
- 西村淳也（JRA阪神、6月25日）
- 武豐（大井、7月13日）※僅計算地方頭馬
- 永井孝典（園田、9月1日）
- 福原杏（浦和、10月20日）
- 菅原明良（JRA東京、10月30日）
- 保園翔也（名古屋、12月8日）

300勝
- 藤本現暉（川崎、2月28日）
- 岡村健司（大井、3月10日）
- 鮫島克駿（福島、5月1日）
- 森島貴之（笠松、7月27日）
- 西啟太（大井、8月15日）
- 橫山和生（中山、9月19日）
- 岩田望來（阪神、12月11日）

400勝
- 吉本隆記（佐賀、2月27日）
- 田野豐三（園田、4月21日）
- 大原浩司（笠松、4月28日）
- 菱田裕二（福島、4月30日）
- 川須榮彥（新潟、5月21日）
- 松若風馬（中京、5月22日）
- 丹内祐次（札幌、8月21日）
- 鈴木祐（盛岡、8月23日）
- 落合玄太（門別、9月7日）
- 川島正太郎（川崎、9月16日）
- 橫山武史（中山、9月24日）

500勝
- 大柿一真（園田、3月30日）
- 大坪慎（水澤、5月9日）
- 沖靜男（金澤、6月19日）
- 鴨宮祥行（園田、9月2日）
- 渡邊龍也（笠松、9月23日）

600勝
- 田中直人（佐賀、3月18日）
- 山下裕貴（佐賀、4月24日）
- 張田昂（川崎、6月16日）
- 田知弘久（金沢、8月28日）
- 加藤聰一（名古屋、9月15日）
- 丸山元氣（JRA中山、9月17日）

700勝
- 廣瀨航（園田、5月6日）
- 藤岡康太（中京、9月10日）

800勝
- 石川倭（門別、7月7日）
- 陶文峰（盛岡、9月12日）
- 松井伸也（門別、9月20日）
- 石橋脩（東京、10月16日）

900勝
- 石川慎将（佐賀、4月4日）
- 岡田大（浦和、8月12日）
- 竹吉徹（佐賀、12月4日）

1000勝
- 西將太（帶廣、1月29日）
- 本田正重（大井、6月30日）
- 島津新（帶廣、7月2日）
- 岩橋勇二（門別、8月24日）
- 田中純（佐賀、8月27日）
- 松山弘平（中京、12月4日）
- 高橋悠里（水澤、12月6日）

1100勝
- 濱中俊（阪神、4月24日）
- 青柳正義（金澤、6月5日）
- 本橋孝太（浦和、6月27日）
- 吉田隼人（札幌、7月24日）
- 藤原幹生（笠松、10月6日）
- 宮下瞳（名古屋、10月14日）

1200勝
- 町田直希（川崎、6月17日）
- 和田讓治（浦和、7月20日）
- 杜滿萊（新潟、7月30日）

1300勝
- 內田博幸（東京、2月5日）
- 池添謙一（阪神、4月2日）
- 戶崎圭太（東京、10月29日）

1400勝
- 和田龍二（中山、3月26日）
- 藤田弘治（金澤、8月9日）
- 今井貴大（名古屋、10月13日）

1500勝
- 笹川翼（川崎、11月8日）
- 桑村真明（門別、11月9日）

1600勝
- 高松亮（盛岡、8月2日）
- 李慕華（中京、9月24日）
- 幸英明（阪神、11月20日）

1700勝
- 岩田康誠（東京、1月30日）
- 吉留孝司（浦和、6月2日）
- 山崎誠士（川崎、7月7日）
- 丹羽克輝（名古屋、11月10日）
- 山本政聰（水澤、12月12日）

1800勝
- 田中勝春（JRA中山、2月26日）
- 川田將雅（JRA中京、9月19日）

1900勝
- 阿部英俊（盛岡、7月5日）
- 長田進仁（佐賀、9月25日）

2000勝
- 宮川實（高知、1月9日）
- 井上俊彥（門別、8月30日）※ホッカイドウ競馬発表

2100勝
- 大畑雅章（名古屋、5月20日）
- 服部茂史（門別、10月20日）

2200勝
- 矢野貴之（大井、11月4日）

2300勝
- 山本聰哉（水澤、11月29日）

2400勝
- 真島大輔（大井、5月11日）

2500勝
- 五十嵐冬樹（門別、8月10日）

2600勝
- 福永祐一（阪神、10月16日）

2700勝
- 吉原寛人（金澤、8月14日）

2900勝
- 吉村智洋（園田、10月20日）
- 丸野勝虎（名古屋、10月24日）
- 橫山典弘（中京、12月4日）

3000勝
- 戶部尚實（名古屋、1月17日）

3300勝
- 下原理（園田、7月6日）

3500勝
- 藤野俊一（帶廣、1月16日）

3800勝
- 森泰斗（浦和、9月23日）
- 村上忍（盛岡、10月31日）

4500勝
- 田中學（園田、7月20日）

4600勝
- 岡部誠（名古屋、10月12日）

5100勝
- 山口勲（佐賀、7月24日）

### 練馬師
首勝
- 真島正得（佐賀、2月8日）
- 鮫島克也（佐賀、2月20日）
- 村田一誠（中山、3月13日）
- 宮川真衣（高知、3月13日）
- 嘉藤貴行（中山、3月20日）
- 西田雄一郎（中山、3月21日）
- 中村直也（阪神、5月1日）
- 蛯名正義（東京、5月8日）
- 堀内岳志（函館、7月10日）

100勝
- 田中正人（大井、1月24日）
- 石橋満（姬路、2月8日）
- 渡邊薰彥（阪神、2月20日）
- 冨田敏男（浦和、2月21日）
- 池上昌和（中山、3月5日）
- 武幸四郎（新潟、5月8日）
- 田中博康（東京、5月15日）
- 米谷康秀（水澤、5月15日）
- 和田雄二（東京、5月29日）
- 山田質（川崎、8月1日）
- 榎屋充（名古屋、10月11日）
- 安田翔伍（新潟、10月29日）
- 竹内正洋（東京、11月6日）
- 吉橋淳一（川崎、11月10日）
- 武英智（福島、11月20日）
- 高柳大輔（阪神、12月25日）

200勝
- 田中一巧（姬路、1月18日）
- 後藤佑耶（笠松、1月28日）
- 池添學（中京、3月26日）
- 武市康男（東京、4月30日）
- 平山宏秀（佐賀、6月11日）
- 西村真幸（東京、6月25日）
- 高柳瑞樹（福島、7月17日）
- 岡島玉一（門別、8月10日）
- 加藤誠一（川崎、9月13日）
- 涉谷信博（船橋、9月27日）
- 小國博行（門別、10月27日）
- 今野貞一（阪神、11月19日）
- 渡邊貴光（船橋、11月30日）
- 和田正一郎（中山、12月3日）

300勝
- 諏訪貴正（姬路、1月20日）
- 高木登（東京、2月5日）
- 中內田充正（東京、2月6日）
- 大竹正博（東京、2月19日）
- 小林俊彥（水澤、3月22日）
- 木村哲也（中山、4月17日）
- 飯田雄三（福島、4月24日）
- 張田京（浦和、6月3日）
- 牧光二（福島、7月9日）
- 宇野木博德（浦和、8月31日）
- 後藤佑耶（笠松、11月28日）

400勝
- 岡田稻男（中京、1月5日）
- 川村禎彥（中京、1月9日）
- 齋藤誠（中山、1月22日）
- 坂井孝義（佐賀、2月13日）
- 杉浦宏昭（小倉、2月20日）
- 平山真希（浦和、2月23日）
- 坂本和也（園田、4月21日）
- 安部幸夫（名古屋、5月19日）
- 栗田泰昌（大井、6月6日）
- 水野善太（笠松、7月1日）
- 橋本和馬（大井、9月5日）
- 井樋一也（金澤、9月27日）
- 池田忠好（佐賀、10月24日）
- 松浦裕之（大井、12月29日）

500勝
- 中川龍馬（佐賀、3月4日）
- 倉地學（名古屋、5月5日）
- 千葉幸喜（水澤、5月22日）
- 佐久間雅貴（門別、9月27日）
- 櫻田浩樹（水澤、12月19日）
- 伊藤圭三（中山、12月25日）

600勝
- 佐佐木晶三（阪神、2月20日）
- 村上賴章（大井、3月11日）
- 加藤征弘（中山、3月26日）
- 加藤和義（金澤、4月3日）
- 加藤和宏（金澤、4月10日）
- 中竹和也（中京、5月14日）
- 手塚貴久（東京、5月14日）
- 濱田一夫（佐賀、11月6日）

700勝
- 井手上慎一（名古屋、3月3日）
- 中川雅之（金澤、3月20日）
- 川島正一（船橋、6月20日）
- 堀宣行（東京、10月9日）
- 村上正和（門別、10月26日）

800勝
- 藤原英昭（中京、5月7日）
- 池江泰壽（中山、12月3日）

900勝
- 安田隆行（阪神、3月19日）
- 黑木豐（金澤、3月29日）
- 森山英雄（笠松、7月14日）
- 山下定文（佐賀、7月23日）
- 新井清重（船橋、9月28日）
- 野口孝（川崎、10月14日）

1000勝
- 鈴木正也（金澤、4月24日）
- 松島壽（佐賀、5月29日）
- 國枝榮（函館、7月2日）
- 千葉博次（盛岡、8月23日）
- 國澤輝幸（高知、8月27日）
- 今津博之（名古屋、10月12日）
- 柏原誠路（園田、10月27日）
- 小林長吉（帶廣、11月7日）

1100勝
- 原口次夫（名古屋、1月20日）
- 高月賢一（姬路、2月23日）
- 手島勝利（佐賀、5月28日）
- 松野勝己（金沢、6月12日）
- 加藤幸保（笠松、6月16日）
- 笹野博司（笠松、9月21日）
- 坂口義幸（名古屋、10月14日）
- 藤崎一人（名古屋、10月28日）

1200勝
- 岡林光浩（船橋、11月28日）

1300勝
- 川田孝好（佐賀、2月8日）
- 高橋俊之（金澤、8月23日）
- 東美義（佐賀、11月6日）
- 菅原欣也（金澤、11月7日）

1400勝
- 田中正二（門別、5月26日）
- 内田勝義（川崎、8月28日）

1500勝
- 東真市（佐賀、3月18日）
- 田中淳司（門別、6月30日）
- 平田義弘（帶廣、7月25日）
- 藤田正治（笠松、8月11日）
- 伊藤和（盛岡、11月13日）
- 塚田隆男（名古屋、11月24日）
- 大友榮人（帶廣、12月28日）

1600勝
- 角川秀樹（門別、7月5日）

1700勝
- 小久保智（浦和、7月19日）

1800勝
- 佐藤茂（金澤、3月22日）
- 山田義人（佐賀、10月23日）

1900勝
- 川西毅（名古屋、4月21日）

2100勝
- 田中範雄（園田、10月6日）

2400勝
- 川嶋弘吉（笠松、11月17日）

2500勝
- 田中守（高知、2月15日）

2600勝
- 金田一昌（金澤、6月7日）

3900勝
- 角田輝也（名古屋、9月30日）

## 誕生

### 馬匹
本年誕生的馬匹為2025年經典世代
- 1月10日 - 博物街
- 1月28日 - 神之禮
- 1月30日 - 全清晰
- 2月1日 - 巧繡生花
- 2月2日 - 女主人
- 2月3日 - 我的領域
- 2月4日 - 里見照耀
- 2月6日 - 美藝全速
- 2月12日 - 艾里王
- 2月13日 - 忠實擁躉
- 2月15日 - Arma Veloce
- 2月16日 - Happy Man
- 2月18日 - 湘南桃源
- 2月21日 - 拼勝堡
- 2月22日 - 真我
- 2月25日 - 歡快舞步
- 2月28日 - 喜迅升
- 3月2日 - 蒙面舞會
- 3月4日 - 秘密探員
- 3月5日 - A Shin Wand、無限愛戀
- 3月8日 - Erika Express
- 3月15日 - 投擊俱佳
- 3月17日 - 喜飆速
- 3月20日 - 里見歡騰、Run for Vow
- 3月21日 - 北十字星
- 3月23日 - 草地法師
- 3月25日 - 奇幻海灘
- 3月27日 - 紫艷標誌
- 3月31日 - 自家專屬
- 4月6日 - Dantsu Elan、橫空問世
- 4月8日 - Brown Ratchet
- 4月9日 - Melchior
- 4月21日 - 騰龍
- 4月22日 - 玄小駒
- 4月24日 - 僑民之歌
- 4月27日 - Soldier Field
- 5月5日 - 妥善準備
- 5月7日 - 永如新、主題歌
- 5月8日 - 栗本天命

## 死亡

### 馬匹
- 1月1日 - Kyoei Bowgun、Final Form
- 1月5日 - 華格納
- 1月18日- Samurai Heart
- 1月23日 - Asahi Rising
- 1月30日 - 千里通
- 2月 - 赤劍
- 2月3日 - Max Rose
- 2月9日 - Running Gale
- 2月10日 - 時間悖論
- 2月19日 -
- 2月23日 - Pit Fighter
- 2月24日 - 榮進無敵、Hakuho Kun
- 2月25日 - Jo Ryu O、Biwa Heidi
- 2月27日 - 露寶積
- 3月3日 - 伊莎寶、King's Zone
- 3月6日 - 急流
- 3月24日 - Nikita
- 4月15日 - Maruka Senryo
- 4月19日 - Cool Hotarubi
- 4月28日 - 粉紅瑰寶
- 5月4日 - Tokai Oza
- 5月19日 - Dia de la Madre
- 5月24日 - Eishin Memphis
- 5月26日 - Solitary King
- 6月1日 - 炫白星飛
- 6月3日 - Little Amapola
- 6月20日 - 天照肯州
- 6月28日 - Mejiro Bailey
- 7月1日 - Admire Subaru
- 7月4日 - Mejiro Meyer
- 7月5日 - Oguri One
- 7月18日 - Meiner Basara、Nova Lenda
- 7月19日 - Oreno Kokoro
- 7月27日 - 花火
- 7月29日 - Dumaani
- 7月30日 - 大魔幻師
- 8月4日 - 碧藍海洋
- 8月7日 - Lively Mount
- 8月9日 - 飛翔蘋果
- 8月10日 - 速度世界
- 8月17日 - 大樹快車
- 8月21日 - 神通鼎盛
- 8月26日 - 超妥當
- 8月29日 - Surprise Powe
- 9月2日 - 荒漠英雄
- 9月3日 - Belle-Ami Lord
- 9月13日 - 瑞士名錶
- 9月17日 - 三人共舞
- 9月21日 - 尊師重道
- 9月23日 - 輕柔流暢
- 9月27日 - A Shin Moreover
- 9月29日 - Yu Sensho
- 10月7日 - Prest Symboli
- 10月8日 - Dancing Surpass
- 10月23日 - 直布羅山
- 11月3日 - 東瀛天照
- 11月6日 - Blason de Lis
- 11月8日 - Concert Boy
- 11月11日 - 奈村新月
- 11月30日 - 樂事到
- 12月5日 - Ubiquitous
- 12月12日 - Sei Crimson
- 12月13日 - Quiet Day
- 12月22日 - Success Brocken
- 12月31日 - 大隅航班

### 人物
- 1月19日 - 吉田和子（馬主、社台集團創辦人吉田善哉之妻）
- 1月30日 - 大關吉明（前騎師、練馬師）
- 2月6日 - 堀内泰夫（日刊體育前賽馬記者）
- 2月11日 - 矢野進（前騎師、練馬師，蛯名正義的師父）
- 3月2日 - 大野剛嗣（馬主、Max Racing負責人）
- 3月18日 - 米川伸也（練馬師）
- 3月27日 - 小林百太郎（冠名為「ニホンピロ」之馬主）
- 7月1日 - 柘榴浩樹（練馬師）
- 7月19日 - 住吉朝男（練馬師）
- 8月9日 - 柳田泰己（騎師）
- 8月17日 - 伊藤雄二（前騎師、前練馬師）
- 9月8日 - 女皇伊利沙伯二世（英國女皇、馬主、女皇伊利沙伯二世盃名字由來）
- 10月2日 - 大淺貢（冠名為「エムオー」之馬主）
- 10月9日 - 高田喜嘉（冠名為「ケイエス」之馬主）
- 10月17日 - 森中蕃（冠名為「シゲル」之馬主、日本馬主協會聯合會顧問）
- 12月18日 - 木本直（騎師）